# Прус італійський
Прус італійський (Calliptamus italicus) — вид комах родини саранові, поширений на півдні Європи від Португалії до південного Уралу, в Казахстані та низці регіонів Центральної Азії. У часи масового розмноження може завдавати шкоди сільськогосподарським культурам.

## Опис
Тіло імаго бурувато-сіре, іноді темніше чи світліше, довжиною 1,8-3,4 см. Передньогруди між передніми ногами мають характерний виступ. На передньоспинці є бокові гребні, її забарвлення однотонне. Задні крила рожеві біля основи. Задні стегна короткі та широкі, з внутрішнього боку червоні чи фіолетові. Гомілки задніх ніг червоного кольору.

## Спосіб життя
Мешкає у відкритих біотопах з великою частиною оголеного ґрунту, сухих луках, на пустищах, узбіччях доріг. На півночі ареалу займає переважно штучні ландшафти: купи піску та гравію, закинуті кар'єри, залізничні насипи. Обирає місця з щільними кущиками та ділянками голої землі.

## Поширення
Прус італійський населяє Південну Європу та острови Середземномор'я, у Центральній Європі зустрічається рідше. Країни ареалу: Португалія, Іспанія, Франція, південна Німеччина, Швейцарія, Австрія, Словенія, Чехія, Словаччина, південна Польща, Хорватія, Сербія, Чорногорія, Албанія, Греція, Північна Македонія, Болгарія, Румунія, європейська частина Туреччини, Молдова, Україна, Білорусь, середня смуга та південь Європейської частини Росії. Також відома з Казахстану, району Аральського моря (дельта Амудар'ї). Південніше межує ареал близького виду Calliptamus barbarus. На сході досягає степів Монголії, а на півдні зустрічається в північних та центральних регіонах Ірану та Афганістану.

## Значення для людини

### Охорона
Внесений до національних Червоних списків Польщі та Німеччини як вид під загрозою. У Німеччині вид захищається законом та охороняється в низці заповідних територій. У Швейцарії та Австрії внесений до списків як «вразливий», а в Чехії - як «майже під загрозою». У Бельгії вважається локально вимерлим.